# Villers-sur-Nied
Pour les articles homonymes, voir Villers.
Villers-sur-Nied est une commune française située dans le département de la Moselle, en région Grand Est.

## Géographie
Le village est traversé par la Nied française.

### Communes limitrophes
|          | Lesse            |           |
| Chicourt | Villers-sur-Nied | Marthille |
|          | Bréhain          |           |

### Hydrographie
La commune est située dans le bassin versant du Rhin au sein du bassin Rhin-Meuse. Elle est drainée par la Nied.
La Nied, d'une longueur totale de 96,7 km, prend sa source dans la commune de Marthille, traverse 47 communes françaises, puis poursuit son cours en Allemagne où elle se jette dans la Sarre.

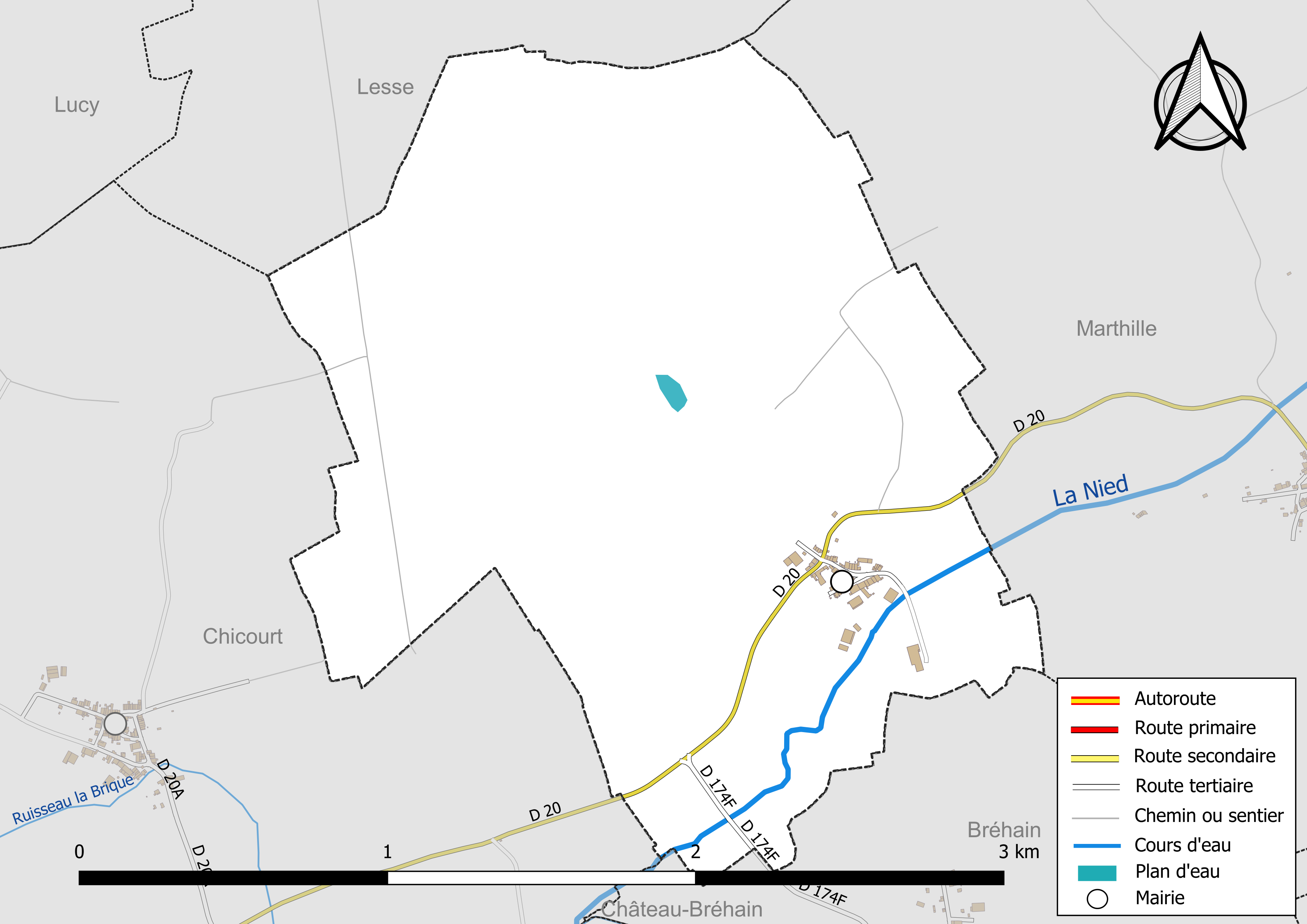
Réseaux hydrographique et routier de Villers-sur-Nied.

La qualité de la Nied peut être consultée sur un site spécial géré par les agences de l’eau et l’Agence française pour la biodiversité.

### Climat
Pour des articles plus généraux, voir Climat du Grand Est et Climat de la Moselle.
En 2010, le climat de la commune est de type climat des marges montargnardes, selon une étude du Centre national de la recherche scientifique s'appuyant sur une série de données couvrant la période 1971-2000. En 2020, Météo-France publie une typologie des climats de la France métropolitaine dans laquelle la commune est exposée à un climat semi-continental et est dans la région climatique  Lorraine, plateau de Langres, Morvan, caractérisée par un hiver rude (1,5 °C), des vents modérés et des brouillards fréquents en automne et hiver. 
Pour la période 1971-2000, la température annuelle moyenne est de 9,6 °C, avec une amplitude thermique annuelle de 16,9 °C. Le cumul annuel moyen de précipitations est de 807 mm, avec 11,7 jours de précipitations en janvier et 9,3 jours en juillet. Pour la période 1991-2020, la température moyenne annuelle observée sur la station météorologique de Météo-France la plus proche, « Lesse_sapc », sur la commune de Lesse à 5 km à vol d'oiseau, est de 10,7 °C et le cumul annuel moyen de précipitations est de 694,0 mm. 
La température maximale relevée sur cette station est de 40 °C, atteinte le 25 juillet 2019 ; la température minimale est de −20,7 °C, atteinte le 20 décembre 2009,,. 
Les paramètres climatiques de la commune ont été estimés pour le milieu du siècle (2041-2070) selon différents scénarios d'émission de gaz à effet de serre à partir des nouvelles projections climatiques de référence DRIAS-2020. Ils sont consultables sur un site spécial publié par Météo-France en novembre 2022.

## Urbanisme

### Typologie
Au 1er janvier 2024, Villers-sur-Nied est catégorisée commune rurale à habitat dispersé, selon la nouvelle grille communale de densité à sept niveaux définie par l'Insee en 2022.
Elle est située hors unité urbaine et hors attraction des villes,.

### Occupation des sols
L'occupation des sols de la commune, telle qu'elle ressort de la base de données européenne d’occupation biophysique des sols Corine Land Cover (CLC), est marquée par l'importance des territoires agricoles (69 % en 2018), une proportion identique à celle de 1990 (69 %). La répartition détaillée en 2018 est la suivante : 
terres arables (54,3 %), forêts (31 %), prairies (14 %), zones agricoles hétérogènes (0,6 %). L'évolution de l’occupation des sols de la commune et de ses infrastructures peut être observée sur les différentes représentations cartographiques du territoire : la carte de Cassini (XVIIIe siècle), la carte d'état-major (1820-1866) et les cartes ou photos aériennes de l'IGN pour la période actuelle (1950 à aujourd'hui).

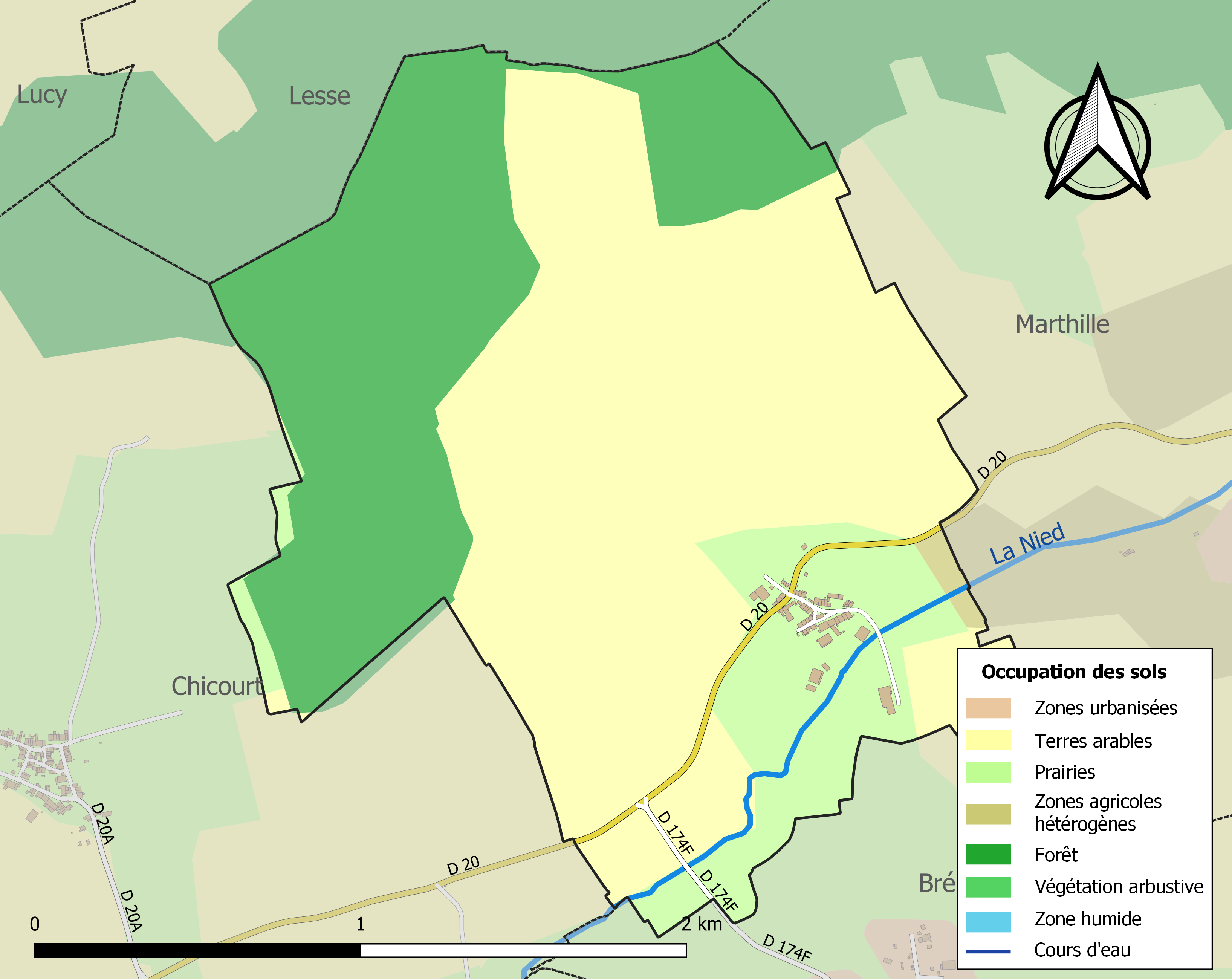
Carte des infrastructures et de l'occupation des sols de la commune en 2018 (CLC).

## Toponymie
- Villers (1469), Villers aux Oyes (1793), Villers-aux-Oies (1801), Niedweiler (1915–1918 et 1940–1944).
- Le passage du nom du village de Villers aux Oies en Villers sur Nied se serait fait en 1903 lors de la première annexion[14]

## Histoire
- Dépendait de la seigneurie de Viviers.
- Fief du comté de Salm.
- En décembre 1917 est implantée par les Allemands sur la commune la plus importante école destinée à la lutte antichar[15].
- De 1790 à 2015, Villers-sur-Nied était une commune de l'ex-canton de Delme.

## Politique et administration
| Période   | Période  | Identité             | Étiquette | Qualité |
| --------- | -------- | -------------------- | --------- | ------- |
|           |          |                      |           |         |
| mars 1983 | ?        | Bernard Lemale       | DVD       |         |
| mai 2020  | En cours | Jean-François Lemale |           |         |

## Démographie
L'évolution du nombre d'habitants est connue à travers les recensements de la population effectués dans la commune depuis 1793. Pour les communes de moins de 10 000 habitants, une enquête de recensement portant sur toute la population est réalisée tous les cinq ans, les populations de référence des années intermédiaires étant quant à elles estimées par interpolation ou extrapolation. Pour la commune, le premier recensement exhaustif entrant dans le cadre du nouveau dispositif a été réalisé en 2005.

En 2022, la commune comptait 81 habitants, en évolution de +5,19 % par rapport à 2016 (Moselle : +0,52 %, France hors Mayotte : +2,11 %).
| 1793 | 1800 | 1806 | 1821 | 1831 | 1836 | 1841 | 1846 | 1851 |
| ---- | ---- | ---- | ---- | ---- | ---- | ---- | ---- | ---- |
| 202  | 168  | 176  | 218  | 256  | 244  | 252  | 260  | 260  |

| 1856 | 1861 | 1871 | 1875 | 1880 | 1885 | 1890 | 1895 | 1900 |
| ---- | ---- | ---- | ---- | ---- | ---- | ---- | ---- | ---- |
| 230  | 222  | 215  | 214  | 192  | 190  | 173  | 172  | 166  |

| 1905 | 1910 | 1921 | 1926 | 1931 | 1936 | 1946 | 1954 | 1962 |
| ---- | ---- | ---- | ---- | ---- | ---- | ---- | ---- | ---- |
| 147  | 148  | 130  | 120  | 110  | 109  | 107  | 87   | 71   |

| 1968 | 1975 | 1982 | 1990 | 1999 | 2005 | 2006 | 2010 | 2015 |
| ---- | ---- | ---- | ---- | ---- | ---- | ---- | ---- | ---- |
| 70   | 60   | 61   | 53   | 63   | 67   | 67   | 84   | 75   |

| 2020 | 2022 | - | - | - | - | - | - | - |
| ---- | ---- | - | - | - | - | - | - | - |
| 82   | 81   | - | - | - | - | - | - | - |

## Culture locale et patrimoine

### Lieux et monuments
- Église-grange Saint-Oswald datant de 1854 avec clocher du XXe siècle.

### Héraldique
| Blason de Villers-sur-Nied | Blason  | Écartelé aux 1 et 4 d'argent à la palme de sinople mise en bande, et aux 2 et 3 gironné de douze pièces d'or et d'azur, un écu parti d'argent et de gueules brochant. |
| Blason de Villers-sur-Nied | Détails | Le statut officiel du blason reste à déterminer. |